# Naissance en 1414
Naissance
- 1410
- 1411
- 1412
- 1413
- 1414
- 1415
- 1416
- 1417
- 1418

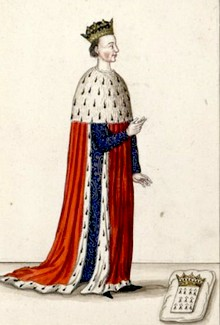
François Ier de Bretagne né en 1414

Cette page dresse une liste de personnalités nées au cours de l'année 1414  :
- 11 mai: François Ier de Bretagne, ou François le Bien-Aimé, comte de Montfort et duc de Bretagne.
- 4 juin : Louis III Gonzague de Mantoue, noble italien, deuxième marquis de Mantoue (région de Lombardie en Italie).
- 21 juillet: Sixte IV, né Francesco della Rovere, pape.
- 18 août : Djami, ou Abd al-Raḥmān ibn Aḥmad Nūr al-Dīn Ǧāmī,  poète afghan et un des derniers poètes soufi de Perse.
- 3 octobre : Munjong, 5e roi de Joseon.
- 14 octobre : Charles IV du Maine, comte du Maine et de Guise.
- 9 novembre: Albert III Achille de Brandebourg, margrave de Brandebourg-Ansbach (Albert Ier), margrave de Brandebourg-Culmbach (Albert Ier) et électeur de Brandebourg

- Bernardo Cennini, orfèvre et typographe italien.
- Giovanni Conti (cardinal), cardinal italien.
- Charles de Bourgogne, comte de Nevers et de Rethel.
- Jacques de Challant-Aymavilles, 2e comte de Challant.
- Louis de Coutes, seigneur de Nouvion et de Rugles.
- Nicolas Kempf, moine chartreux.
- Narasimha Maheta, poète et saint vishnouite du Gujarat en Inde.
- Grégoire Tifernas, ou le Tifernate ou Gregorio Tifernate, humaniste italien.

date incertaine (vers 1414)
- René de Rais, ou René de Montmorency-Laval ou René de La Suze, seigneur de Challouyau, de Chemillé, de Falleron, de Froidfond et de La Suze-sur-Sarthe, puis baron de Retz et seigneur de Machecoul.

## Crédit d'auteurs
- Cet article est partiellement ou en totalité issu de l'article intitulé « 1414 » (voir la liste des auteurs).